# باربر قطار مسافری
باربر قطار مسافری (انگلیسی: The Pullman Porter) یک فیلم کوتاه کمدی به کارگردانی راسکو آرباکل است که در سال ۱۹۱۹ منتشر شد و امروزه یک فیلم گمشده محسوب می‌شود.

## گزیدهٔ بازیگران
- راسکو آرباکل
- اَل سنت جان